# Тодор Чобанов
Тодор Чобанов е български историк и политик. Заместник-министър на културата в първото правителство на Бойко Борисов, доктор по археология. Той е автор на книгите „Наследството на Сасанидска Персия у българите на Долния Дунав“, „Свещените дворци на българските канове“, „Изследвания върху културата на старите българи“, „България и Византия – титани на кръста“, както и на над 30 изследвания в областта на археологията, културния туризъм и опазването на културното наследство.

## Биография
Тодор Чобанов е роден на 11 септември 1977 г. в Асеновград, Народна република България. Средното си образование получава в СОУ „Христо Данов“ в Пловдив. През 2001 г. завършва специалност „Археология“ в Софийския университет „Св. Климент Охридски“, а през 2008 г. защитава докторска титла по специалността, на тема „Дворцовата архитектура на Първото българско царство“. През 2005 г. преминава курс по „Борба с престъпленията срещу културното наследство“ към Европол.

### Професионална кариера
От 2003 до 2004 г. работи като главен експерт в дирекция „Изпълнителна агенция“ – програма ФАР в Министерството на регионалното развитие и благоустройството. В периода 2004 – 2007 г. е началник на инспектората за културно наследство към Националния център за музеи, галерии и изобразително изкуство към Министерството на културата. От юни 2007 г. до юли 2009 г. работи като експерт, член на Постоянната междуведомствена работна група към Върховната касационна прокуратура. От януари 2008 до юли 2009 г. е и външен експерт към Комисията по образование, наука, култура и вероизповедания в Столичния общински съвет. От юли 2009 до октомври 2011 г. е зам.-министър на културата. В периода 2012 – 2021 г. е заместник-кмет по направление „Култура, образование, спорт и туризъм“ в Столичната община. От месец март 2025 г. отново е зам.-министър на културата.

### Ордени и отличия
Тодор Чобанов е носител на различни национални и международни отличия, сред които:
- Кръст на Ордена на Изабела Католичката – Кралство Испания
- Командорски кръст на Суверенния военен орден на Свети Йоан от Йерусалим, Родос и Малта, 2017 г.[5]
- Медал „Капитан Петко Войвода“ на Съюза на тракийските дружества